# Shane Brathwaite
Shane Brathwaite (* 8. Februar 1990 in Bridgetown) ist ein barbadischer Hürdenläufer, der sich auf die 110-Meter-Distanz spezialisiert hat. Zu Beginn seiner Karriere ging er auch im Mehrkampf und im 400-Meter-Hürdenlauf an den Start.

## Sportliche Laufbahn
Erste internationale Erfahrungen sammelte Shane Brathwaite bei den Zentralamerika- und Karibik-Juniorenmeisterschaften 2006 in Port of Spain, bei denen er mit 4599 Punkten die Goldmedaille im Achtkampf der U18-Wertung gewann. 2007 nahm er im Siebenkampf an den CARIFTA-Games in Providenciales teil und belegte dort mit 4409 Punkten den vierten Platz. Anschließend erfolgte die Teilnahme an den Jugendweltmeisterschaften in Ostrava, bei denen er mit 6261 Punkten die Goldmedaille im Achtkampf gewann. 2008 gewann er bei den CARIFTA-Games in Basseterre mit 5006 Punkten die Goldmedaille im Siebenkampf sowie die Bronzemedaille mit der barbadischen 4-mal-100-Meter-Staffel. Über 400 Meter Hürden nahm er an den Juniorenweltmeisterschaften im polnischen Bydgoszcz teil und erreichte dort das Halbfinale. Danach nahm er an den Commonwealth Youth Games in Pune teil und schied dort in der ersten Runde über 200 Meter aus.
2009 gewann er bei den Panamerikanischen-Juniorenmeisterschaften in Port of Spain in 13,41 s die Bronzemedaille über 110 Meter Hürden. 2010 belegte er bei den U23-NACAC-Meisterschaften in Miramar den vierten Platz im Hürdensprint sowie den sechsten Platz bei den Zentralamerika- und Karibikspielen in Mayagüez. 2011 belegte er bei den CAC-Meisterschaften ebendort in 13,75 s den vierten Platz. 2012 gewann er bei den U23-NACAC-Meisterschaften in Irapuato in 13,31 s die Goldmedaille im Hürdenlauf und belegte mit der barbadischen Stafette den fünften Platz. Damit qualifizierte er sich auch für die Olympischen Spiele in London, bei denen er im Vorlauf nicht das Ziel erreichte. 2013 gewann er bei den CAC-Meisterschaften in Morelia in 13,70 s die Goldmedaille über die Hürden und belegte mit der Staffel den vierten Platz. Mit der Staffel qualifizierte er sich für die Weltmeisterschaften in Moskau und schied dort in 38,94 s in der ersten Runde aus.
2014 schied er bei den World Relays auf den Bahamas mit der 4-mal-200-Meter-Staffel im Vorlauf aus und gewann er bei den Commonwealth Games in Glasgow in 13,49 s die Bronzemedaille. 2015 holte er Bronze bei den Panamerikanischen Spielen in Toronto und schied mit der 4-mal-100-Meter-Staffel in der Vorrunde aus. Zudem gelangte bei den Weltmeisterschaften in Peking bis in das Halbfinale. 2016 nahm Brathwaite an den Hallenweltmeisterschaften in Portland teil und belegte dort im Finale über 60 Meter Hürden in 7,88 s den achten Platz. 2017 qualifizierte er sich für die Weltmeisterschaften in London, bei denen er mit 13,32 s den sechsten Platz im Finale belegte. Zudem schied er mit der barbadischen Staffel mit 39,13 s im Vorlauf aus.
2018 nahm er zum zweiten Mal an den Commonwealth Games im australischen Gold Coast teil und belegte dort in 13,53 s den sechsten Platz über die Hürden und belegte mit der Staffel den fünften Platz. Zudem startete er auch über 200 Meter, wurde dort aber in der ersten Runde wegen eines Fehlstarts disqualifiziert. Anschließend schied er bei den Zentralamerika- und Karibikspielen in Barranquilla mit 20,96 s im Halbfinale über 200 Meter aus und siegte in 13,38 s im Hürdensprint sowie in 38,41 s auch in der 4-mal-100-Meter-Staffel. Kurz darauf sicherte er sich bei den NACAC-Meisterschaften in Toronto in 13,52 s die Bronzemedaille über die Hürden hinter dem Jamaikaner Hansle Parchment und Aleec Harris aus den Vereinigten Staaten. Zudem gewann er in 38,69 s gemeinsam mit Mario Burke, Burkheart Ellis und Jaquone Hoyte die Silbermedaille im Staffelbewerb hinter dem kanadischen Team. Im Jahr darauf siegte er in 13,31 s bei den Panamerikanischen Spielen in Lima und erreichte anschließend bei den Weltmeisterschaften in Doha das Finale, in dem er nach 13,61 s auf Rang sechs einlief. 2021 siegte er in 13,82 s beim USATF Sprint Summit und in 13,44 s beim Memoriál Josefa Odložila. Anfang August startete er erneut bei den Olympischen Spielen in Tokio, kam dort aber mit 13,64 s nicht über die Vorrunde hinaus. Im Jahr darauf siegte er zum Auftakt der Freiluftsaison in 13,78 s bei den USATF Bermuda Games. Im Juli erreichte er bei den Weltmeisterschaften in Eugene das Finale, wurde dort aber disqualifiziert. Kurz darauf gewann er bei den Commonwealth Games in Birmingham in 13,30 s die Silbermedaille hinter dem Jamaikaner Rasheed Broadbell und im August wurde er bei den NACAC-Meisterschaften in Freeport in 13,42 s Vierter. 2023 verteidigte er bei den Zentralamerika- und Karibikspielen in San Salvador in 13,64 s seinen Titel über 110 m Hürden.
2008 und 2009 wurde Brathwaite barbadischer Meister über 400 Meter Hürden sowie zwischen 2014 und 2018 über 110 Meter Hürden. Er ist Absolvent der Texas Tech University. Er ist nicht verwandt mit dem Hürdenläufer Ryan Brathwaite, der aus derselben Stadt stammt.

## Persönliche Bestleistungen
- 200 Meter: 20,51 s (+0,3 m/s), 25. Juni 2017 in St. Michael
  - 200 Meter (Halle): 21,29 s, 19. Januar 2018 in Lubbock
- 110 m Hürden: 13,21 s (+0,8 m/s), 24. Juli 2015 in Toronto
  - 60 m Hürden (Halle): 7,64 s, 20. März 2016 in Portland
- 400 m Hürden: 50,90 s, 17. März 2012 in Tucson